# Coonan Arms
A Coonan Arms Inc. é uma fabricante de armas de propriedade de Dan Coonan que fabrica armas curtas no padrão M1911 personalizadas e receptores FAL que fica sediada em Blaine, Minnesota.
Existem  indicações de que a Coonan Arms encerrou as atividades em 10 de dezembro de 2019.
Por outro lado, o site oficial da empresa, afirma que ela está em reestruturação.

## Histórico e modelos
Dan Coonan começou a desenvolver a pistola "Coonan Classic" no final da década de 1970. Seu "Model A" é essencialmente um produto de discussões com seus colegas de quarto da faculdade, e a pistola e seu carregador, acabaram fazendo parte da tese de mestrado de Dan.
Dan era um torneiro habilidoso na época, tendo sido aprendiz na fabricação de peças para girocópteros aos 15 anos, ele cresceu fazendo coisas à mão em uma fresadora e um torno. Desse interesse e base de habilidade surgiu a "Model A", que possuía um cano interligado. Em vez de reinventar a roda, e sem a usinagem CNC utilizada hoje, o resto da pistola usava principalmente peças do M1911 disponíveis no mercado.
Tempos depois, o cano passou a usar um terminal soldado antes de ser usinado nele, tornando-o o "linkless." ("sem elos"). As pistolas resultantes chegaram ao mercado em 1981, com apenas alguns milhares fabricados. Dan Coonan então vendeu sua empresa para Bill Davis no final dos anos 1980 e deixou-a completamente em 1990. A Coonan Arms entrou com pedido de concordata em 1994 e acabou sendo incorporado à JS Worldwide, mas ambas foram dissolvidas em 1998.
Em 2009, Dan Coonan conseguiu comprar peças das pistolas originais em um leilão. Em seguida, adquiriu mais peças e alguns canos de antigos investidores, fornecendo a base para a montagem de algumas armas. Dave Neville, um conhecido, o convenceu a começar um novo negócio, a Coonan Inc.
O resultado final desse esforço foi a "Model C", uma versão mais refinada da original. mantendo o cano "linkless." ("sem elos"), incluiu miras com entalhe em "cauda de andorinha" e um acabamento geral mais suave. O gatilho pivotante permaneceu junto com um extrator externo. Como tudo hoje em dia, ele se beneficia da precisão e das tolerâncias restritas da usinagem moderna. Mas, assim como em sua tese original, o componente mais crítico é o carregador. Seu projeto usa um mecanismo articulado que mantém o ângulo correto do cartucho enquanto o cartucho superior é alimentado. O resultado é que as pistolas Coonan alimentam vários designs e pesos de bala de forma consistente, até mesmo cartuchos .357 Magnum mais longos. A arma que passou a ser o carro-chefe da empresa é chamada de "Coonan Classic".
O design Coonan continua sendo a única semiautomática prática e utilizável para o cartucho .357 Magnum (originalmente para revólveres) no mercado hoje. Aproximadamente do tamanho de uma 1911 padrão, é ocultável, controlável, precisa e confiável. O "Classic" está disponível em uma variedade de opções de acabamento, incluindo "DuraCoat" inoxidável e preto, com várias miras e empunhaduras. A empresa ainda oferece variantes de slides mais longos e uma versão com compensador. A Coonan também oferece um modelo compacto para ocultação mais fácil, e o lançamento mais recente da empresa é o "MOT 45", um clássico com câmara em .45 ACP.

## Produtos
- Receptor para o FAL Type 1[3]
- Pistolas padrão 1911 customizadas[2]